# Посол
Посо́л (заст. посе́л), зах. амбаса́дор (від англ. ambassador, фр. ambassadeur) — дипломатичний представник держави вищого рангу в іноземній державі, або на території держави перебування, (у декількох державах за сумісництвом) і в міжнародній організації. Звання посла може присвоюватися керівникам дипломатичних установ на території конкретної держави, представник юридичної особи.

## Призначення
Посли призначаються головами держав і акредитуються при главі тієї держави, міжнародної організації, чи дипломатичної установи, куди вони призначені. Призначенню посла передує офіційний запит на агреман, тобто попередньої згоди уряду держави перебування на прийняття певної особи, як глави дипломатичного представництва іншої держави. Агреман визначений міжнародним правом і закріплений Віденською конвенцією про Міжнародні дипломатичні відносини (1961 рік).
Почесне звання надзвичайного і повноважного посла також у всіх країнах присвоюється Главою конкретної держави.

## Термін
Історично послами називалися і депутати парламенту, сейму. Поряд зі словом посол паралельно вживався його фонетичний варіант посе́л (цим словом у деяких місцевостях називався і «перепієць» — брат нареченої, який, після її від'їзду до дому нареченого, також вирушав туди з метою дізнатися про результати першої шлюбної ночі).

### Тлумачення
Згідно з прийнятою в сучасному міжнародному праві класифікацією, закріпленою у Віденській конвенції про дипломатичні зносини 1961 року, посол — це голова дипломатичного представництва І класу; акредитується при главі держави.
Повна офіційна назва — Надзвичайний і Повноважний Посол (англ. Ambassador Extraordinary and Plenipotentiary).
Віденський регламент 1815 р. визнав за послом на відміну від дипломатичних представників інших класів, так званий представницький характер.
Раніше (у середньовіччі), вважалося, що лише посол, який персонально представляє главу конкретної держави, безпосередньо виступає від імені свого монарха і може вимагати приватної аудієнції у монарха країни перебування. Право призначати посла визнавалося довгий час лише за Росією, Австрією, Великою Британією, Пруссією та Францією.[джерело?]
Сучасне міжнародне право не визнає правових відмінностей між послом і головами дипломатичних представництв інших класів. Віденська конвенція про дипломатичні зносини 1961 р. визначає, що «інакше як у відношенні старшинства та етикету, не повинно проводитися ніяких відмінностей між головами представництв унаслідок їх приналежності до того чи іншого класу». Це один з проявів принципу суверенної рівності держав.
Посол — це вищий дипломатичний ранг, котрий присвоюється дипломатичному персоналу органів зовнішніх зносин.[джерело?]
З утворенням Міжнародного циганського союзу (IRU) з'явився також унікальний рід послів: посли циганського народу.

## Призначення послів в Україні
В Україні посли призначаються Президентом України за поданням Міністра закордонних справ України.
Одночасно з призначенням на посаду, послу присвоюється дипломатичний ранг-звання Надзвичайного і Повноважного посла України.
Повноваження, обов'язки та права посла чітко регламентуються Законом України «Про дипломатичну службу».
В ряді випадків, почесне звання Надзвичайного і Повноважного посла України присвоюється Президентом України керівникам дипломатичних установ-підрозділів, або вищих навчальних закладів дипломатичного спрямування на території держави. Дане звання зберігається за особою довічно.